# Kirkland Museum of Fine & Decorative Art
Le Kirkland Museum of Fine & Decorative Art est un musée d'art situé à Denver, dans le Colorado.
Le musée abrite trois collections principales et comprend le studio d'origine et le bâtiment de l'école d'art de l'artiste Vance Kirkland (en) (1904-1981).

## Histoire
Vance Kirkland (en) a légué sa succession à l'ami de longue date de la famille Hugh A. Grant. En 1998, sous la direction de Grant, la construction d'une installation attenante au studio de l'artiste commence. Achevé en 2000, l'ajout permet d'élargir l'espace d'exposition et les commodités pour les visiteurs, tout en maintenant l'intégrité du studio d'origine. Le musée Kirkland ouvre ses portes au public en avril 2003 sous la direction de Grant, le directeur fondateur et conservateur.
Le 2 mai 2016, le musée ferme temporairement ses portes aux visiteurs pour se préparer à déménager sur la 12e Avenue et Bannock Street, dans le quartier créatif du Triangle d'or (en) de Denver. Le dimanche 6 novembre 2016, en partenariat avec Mammoth Moving & Rigging Inc. et Shaw Construction, le studio de trois pièces de l'artiste est déplacé pour rejoindre le nouveau site du musée (à huit pâtés de maisons) via huit ensembles de roues articulées télécommandées. Ainsi, le studio et l'école d'art de Vance Kirkland sont au cœur du musée Kirkland.
Le musée Kirkland ouvre ses portes au public dans le nouveau bâtiment au 1201 Bannock Street le 10 mars 2018.
En raison de la présence du studio et de l'école d'art de Vance Kirkland, le Kirkland Museum est membre des demeures et studios historiques d'artistes, un programme du National Trust for Historic Preservation, tout comme les maisons et studios de Jackson Pollock/Lee Krasner, Charles Russell, Georgia O'Keeffe, Thomas Hart Benton, Charles Burchfield, N. C. Wyeth, Grant Wood et bien d'autres.

## Collections
Collection internationale d'arts décoratifs
La collection comprend des exemples notables des mouvements d'art décoratif des Arts and Crafts, esthétique, art nouveau, école de Glasgow, Wiener Werkstätte, De Stijl, Bauhaus, art déco et moderne, pop art et postmodernisme,.
Collection Colorado/Régional
Cette collection comprend plus de 7 000 œuvres de plus de 700 artistes du Colorado,.
Rétrospective Kirkland
Kirkland (1904-1981) a réalisé plus de 1 200 peintures, avec des œuvres s'étalant sur 55 ans, allant du réalisme au surréalisme, à l'expressionnisme abstrait et à son abstraction ultérieure,,. Les peintures de Kirkland ont été largement exposées dans septante musées et trente universités dans treize pays et trente-deux États,. Un documentaire télévisé d'une heure, Visual Language de Vance Kirkland a été diffusé sur les stations PBS de 1994 à 1996.